# دوسينهيم سور زينسيل
دوسينهيم سور زينسيل (بالفرنسية: Dossenheim-sur-Zinsel)‏ هي بلدية تقع في إقليم الراين الأسفل من منطقة ألزاس في شمال شرق فرنسا. تبلغ مساحة هذه المدينة 17.2 (كم²)، يبلغ عدد سكانها 1113 نسمة حسب إحصاء المعهد الوطني للإحصاء والدراسات الاقتصادية سنة 2009 م. وترأس Daniel Bastian البلدية خلال فترة (2008 - 2014).

## وصلات خارجية
- صفحة البلدية على موقع المعهد الوطني للإحصاء والدراسات الاقتصادية